# San Frutto
San Frutto, in lingua spagnola San Frutos (Segovia, 642 – Carrascal del Río, 715), è stato un religioso spagnolo.
Era fratello di santa Ingrazia e di san Valentino.

## Agiografia

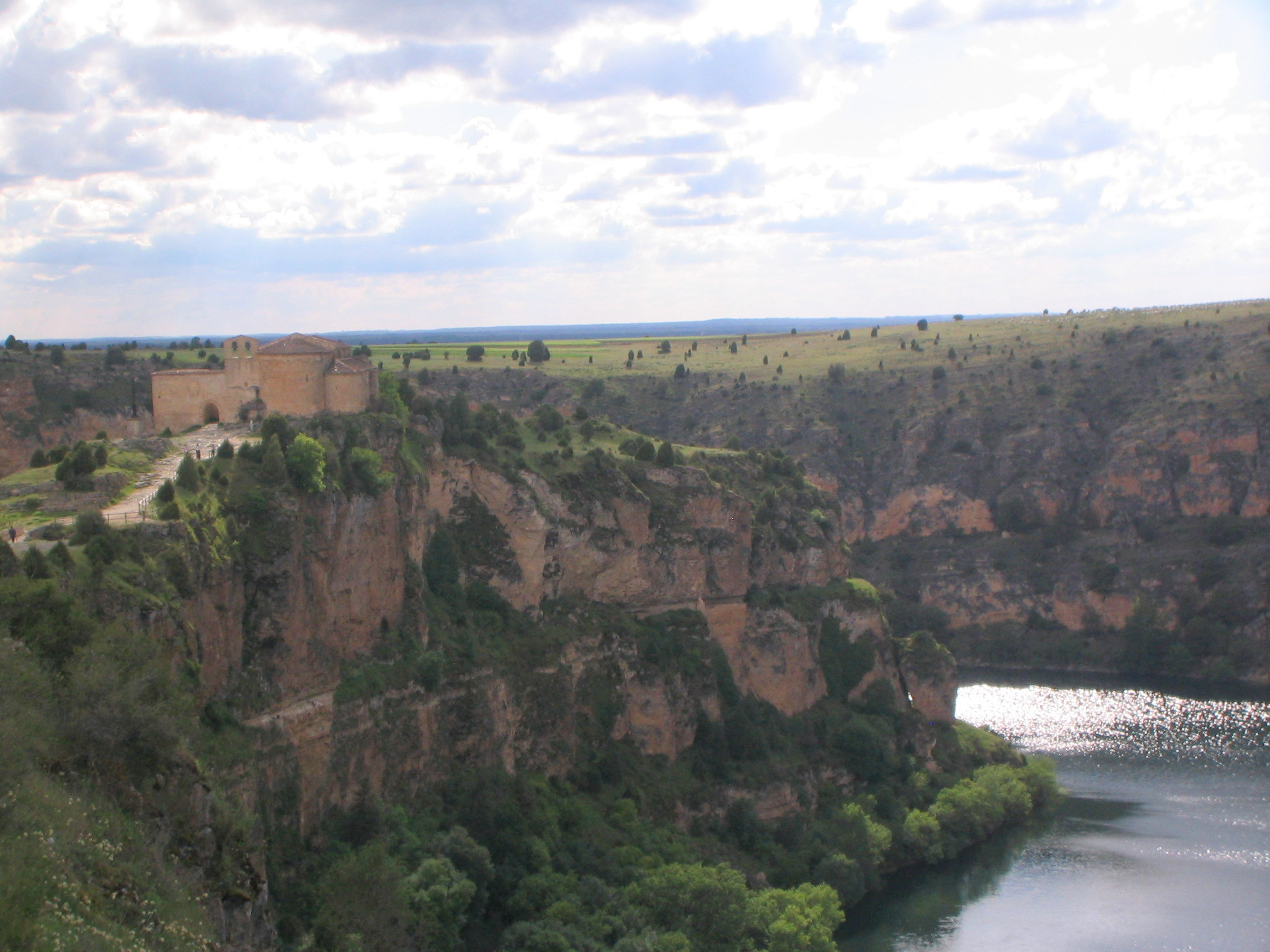
Cappella di san Frutto nelle gole del fiume Duratón.

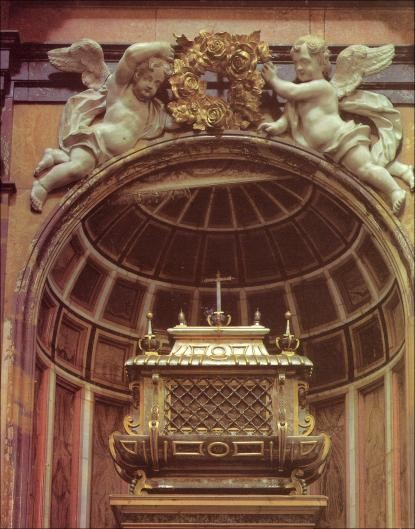
Urna che custodiva le reliquie di san Frutto e dei suoi fratelli nella cattedrale di Segovia.

Secondo la tradizione nacque a Segovia nel 642, membro di una famiglia benestante, che la leggenda fa discendente da patrizi romani, di radicate convinzioni religiose.
Dopo la precoce morte di suo padre prese la decisione di ripartire tutti i beni di famiglia tra i bisognosi e allontanarsi dalla città in cerca di solitudine. I suoi fratelli minori, Valentino e Ingrazia, lo assecondarono e lo accompagnarono, eleggendo a propria dimora un luogo inospitale sulle sponde del fiume Duratón, nel territorio comunale dell'attuale Carrascal del Río. Dapprima si stabilirono in grotte naturali e poi in cappelle lontane tra le quali trovare la soddisfazione al desiderio di solitudine, penitenza e preghiera.
Morì nella cappella che prenderà il suo nome all'età di 73 anni e fu sepolto in essa dai suoi fratelli; questi si ritirarono nel comune di Caballar, ove continuarono la loro vita solitarie nella cappella di san Zoilo, fino a morire decapitati dai saraceni.
I resti mortali di san Frutto furono traslati insieme a quelli dei due fratelli nel secolo XI nell'antica cattedrale di Santa Maria di Segovia e con il tempo scomparvero fino a quando Juan Arias Dávila (1436-1497), durante il governo della sua diocesi di Segovia ne ordinò la ricerca tenendo conto della tradizione che fossero interrati in qualche parte della chiesa. 
Attualmente se ne venerano come reliquie, quelle che si trovano nella località di Caballar, dove si celebra la festività de "Las Mojadas".

## Miracoli attribuiti
Gli vengono attribuiti quattro miracoli, uno dei quali avvenuto ipoteticamente dopo la sua morte, che la tradizione riporta in questo modo:
- Una delle campagne musulmane giunse fino alle gole del Duratón e la popolazione cercava di utilizzare le sporgenze delle rocce per rifugiarvisi. Giunti i musulmani sul luogo, e secondo la tradizione, «…il santo tracciò una riga sul suolo ordinando che non la oltrepassassero: poiché desiderava mostrare per sufficienti motivi la grande cecità ed errore nei quali vivevano. Al momento in cui tracciò la riga con il suo bastone, la terra si aprì e si formò una tal fenditura, che non si poteva più avanzare; il Signore mostrò con questo miracolo, che ciò che predicava il Santo era la verità» Davanti a ciò «…i mori stupefatti nel vedere un tale portento, fuggirono, lasciando in pace Frutos e la sua gente.» Questa fenditura del terreno è nota oggi come coltellata di San Frutos.
- In un'altra occasione, desiderando edificare un santuario alla Vergine Maria, chiese in prestito a un allevatore un paio di buoi per il trasporto delle pietre. Questi poté solo dargli una coppia di feroci tori che Frutto, miracolosamente, convertì in docili bestie da soma.
- Ormai anziano, operò il suo ultimo miracolo in vita, quando un musulmano che abitava nella zona bestemmiò e negò l'eucaristia, sostenendo che nella sacra forma non poteva esserci il corpo di Cristo e che qualunque animale si sarebbe mangiato l'ostia consacrata se "l'avessero gettata nella greppia" al che il santo rispose "Non si arrischierà alcun animale a giungere al mio Signore Gesù Cristo stando sotto a quel accidente di pane dopo che esso è stato consacrato; anzi, vedendolo, lo riverirà e gli porterà rispetto quando lo vede, e lo riconoscerà per suo Dio e Signore." La tradizione racconta che il santo fece sì che un somaro si inginocchiasse davanti a un'ostia consacrata che gli avevano nascosto nel cibo.

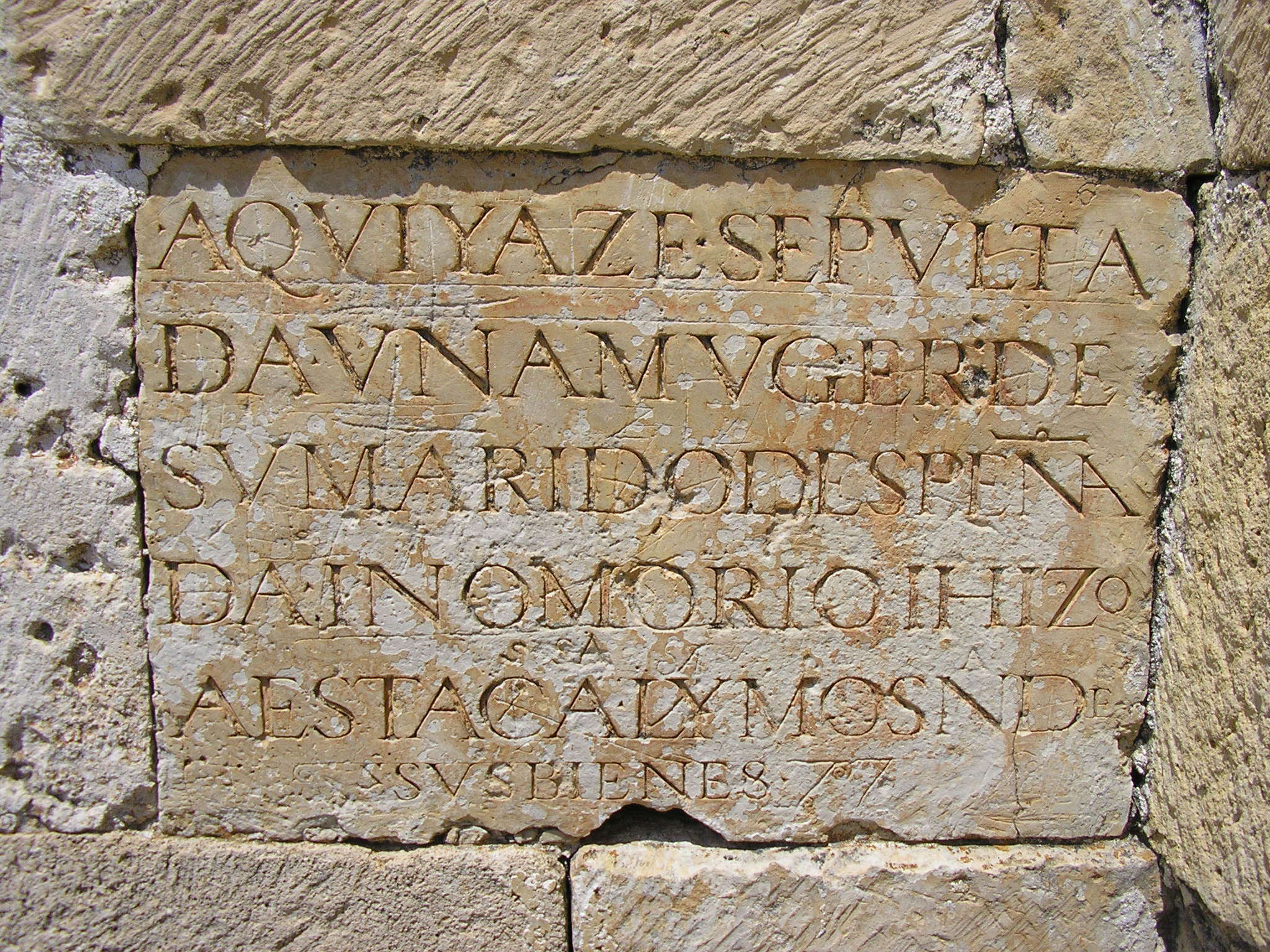
Targa in memoria di un miracolo attribuito al santo nel 1225, posta accanto alla porta della cappella di San Frutos.

- Gli si attribuisce un ultimo miracolo, avvenuto nel 1225 e noto come La despeñada.[2] Racconta la tradizione che un marito geloso, sospettando che la moglie gli fosse infedele, ingannandola la portò al pellegrinaggio del santo e la gettò nel vuoto nelle gole del Duratón. Ella, implorando l'intercessione del santo, ottenne che questi ne arrestasse la caduta, salvandole la vita. Dopo il miracolo, donò tutti i suoi beni al priorato della cappella di San Frutto, dove fu data contezza del miracolo in una lapide a fianco della porta del tempio, che riporta la seguente iscrizione:

(Targa a fianco della porta della cappella di San Frutos)

## Memoria liturgica
La memoria liturgica di san Frutto cade il 25 ottobre.

## Patronato
San Frutto è patrono della diocesi di Segovia e vine celebrata la sua memoria con una festa popolare presso la cappella di San Frutto a Carrascal del Río. Inoltre egli è santo patrono del comune di Aguilafuente, ove si celebra la sua festività il fine settimana più vicino al 25 ottobre.